# Alfred Neumann
Pour les articles homonymes, voir Neumann.
Œuvres principales
Der Teufel (1926)
Alfred Neumann, né le 15 octobre 1895 à Lautenbourg, en province de Prusse-Orientale et mort le 3 octobre 1952 à Lugano en Suisse, est un écrivain allemand.

## Biographie
Alfred Neumann écrit surtout des romans historiques. Il est lauréat du Prix Kleist en 1926, pour Der Teufel (« le diable ») dont le héros est le roi de France Louis XI.
En 1933, ses ouvrages sont interdits par le régime nazi. Il émigre en Italie, puis en 1938 dans le Sud de la France. En 1940, il parvient à partir aux États-Unis. Après la guerre, en 1949, il retourne en Italie.

## Ouvrages
- 1926, Der Teufel, roman, Deutsche Verlagsantalt; réédition 1935, Allert de Lange Verlag
- 1927, Der Patriot, roman, Deutsche Verlagsantalt, qui sera porté à l'écran en 1928 par Ernst Lubitsch, et en 1938 par Maurice Tourneur
- 1932, Der Narrenspiegel, roman, Propyläen-Verlag
- 1934, Neuer Cäsar, roman, E. P. Tal, Allert de Lange

## Sources
- (de) Wilhelm Sternfeld, Eva Tiedemann, Deutsche Exil-Litteratur 1933-1945 deuxième édition augmentée, Heidelberg, Verlag Lambert Schneider, 1970.